# Steffen Ernemann
Steffen Ernemann (Odder, 26 aprile 1982) è un ex calciatore danese, di ruolo centrocampista.

## Carriera

### Club
Dopo aver giocato per Odder, Bedar-Malling e Aarhus, ha cominciato la carriera professionistica nell'Horsens. Inizialmente in 1. Division, ha contribuito alla promozione del campionato 2004-2005. Il 20 luglio 2005 ha potuto così esordire nella Superligaen, schierato titolare nella sconfitta interna contro il Viborg (0-3). Il 7 maggio 2006 ha realizzato la prima rete nella massima divisione danese, nella vittoria per 4-1 sul Brøndby. È rimasto in squadra anche per la stagione seguente.
È stato poi ingaggiato dal Silkeborg, formazione in cui ha militato per il successivo biennio. Nel 2009 si è trasferito ai belgi dello Zulte Waregem. Ha debuttato con questa maglia il 31 ottobre, subentrando a Chris Makiese nel pareggio per 2-2 contro lo Charleroi. Ha realizzato il primo gol in campionato il 22 novembre successivo, nella vittoria per 4-1 sul Mechelen.
Per l'anno successivo, è stato ceduto in prestito al Roeselare, formazione di Tweede klasse. Ha disputato il primo incontro in squadra il 12 settembre 2010, in una sfida vinta per 3-2 contro il Lommel United.
A fine stagione, ha fatto ritorno in patria per giocare nell'Esbjerg. Ha contribuito alla promozione del campionato 2011-2012, mentre l'anno seguente è arrivata la vittoria finale nella Coppa di Danimarca 2012-2013. Al termine di questa annata, si è ritrovato svincolato.
L'8 agosto 2013 ha firmato un contratto con i norvegesi del Sarpsborg 08, valido fino al termine della stagione in corso. Ha scelto la maglia numero 17. Il 28 novembre 2013, a seguito della salvezza ottenuta con la squadra, ha rinnovato il contratto che lo legava al club per altre tre stagioni.
Il 20 ottobre 2016, Ernemann è passato al Viking, firmando un contratto valido a partire dal 1º gennaio 2017.
Il 28 febbraio 2019 si è trasferito al Sogndal a parametro zero, legandosi con un accordo annuale.

## Statistiche

### Presenze e reti nei club
Statistiche aggiornate al 1º gennaio 2020.
| Stagione            | Club                | Campionato          | Campionato | Campionato | Coppe nazionali | Coppe nazionali | Coppe nazionali | Coppe continentali | Coppe continentali | Coppe continentali | Supercoppe | Supercoppe | Supercoppe | Totale | Totale |
| Stagione            | Club                | Comp                | Pres       | Reti       | Comp            | Pres            | Reti            | Comp               | Pres               | Reti               | Comp       | Pres       | Reti       | Pres   | Reti   |
| ------------------- | ------------------- | ------------------- | ---------- | ---------- | --------------- | --------------- | --------------- | ------------------ | ------------------ | ------------------ | ---------- | ---------- | ---------- | ------ | ------ |
| 2003-2004           | Horsens             | 1D                  | ?          | 5          | CD              | ?               | ?               | -                  | -                  | -                  | -          | -          | -          | ?      | ?      |
| 2003-2004           | Horsens             | 1D                  | 29         | 9          | CD              | ?               | ?               | -                  | -                  | -                  | -          | -          | -          | ?      | ?      |
| 2005-2006           | Horsens             | SL                  | 32         | 1          | CD              | ?               | ?               | -                  | -                  | -                  | -          | -          | -          | ?      | ?      |
| 2006-2007           | Horsens             | SL                  | 21         | 0          | CD              | ?               | ?               | -                  | -                  | -                  | -          | -          | -          | ?      | ?      |
| Totale Horsens      | Totale Horsens      | Totale Horsens      | ?          | 15         |                 | ?               | ?               |                    | -                  | -                  |            | -          | -          | ?      | ?      |
| 2007-2008           | Silkeborg           | 1D                  | 24         | 9          | CD              | ?               | ?               | -                  | -                  | -                  | -          | -          | -          | ?      | ?      |
| 2008-2009           | Silkeborg           | 1D                  | 25         | 5          | CD              | ?               | ?               | -                  | -                  | -                  | -          | -          | -          | ?      | ?      |
| Totale Silkeborg    | Totale Silkeborg    | Totale Silkeborg    | 49         | 14         |                 | ?               | ?               |                    | -                  | -                  |            | -          | -          | ?      | ?      |
| 2009-2010           | Zulte Waregem       | PL                  | 20         | 2          | CB              | 2               | 1               | -                  | -                  | -                  | -          | -          | -          | 22     | 3      |
| 2010-2011           | Roeselare           | D2                  | 28         | 8          | CB              | 1               | 0               | -                  | -                  | -                  | -          | -          | -          | 29     | 8      |
| 2011-2012           | Esbjerg             | 1D                  | 8          | 0          | CD              | 1               | 1               | -                  | -                  | -                  | -          | -          | -          | 9      | 1      |
| 2012-2013           | Esbjerg             | SL                  | 23         | 1          | CD              | 4               | 0               | -                  | -                  | -                  | -          | -          | -          | 27     | 1      |
| Totale Esbjerg      | Totale Esbjerg      | Totale Esbjerg      | 31         | 1          |                 | 5               | 1               |                    | -                  | -                  |            | -          | -          | 36     | 2      |
| ago.-dic. 2013      | Sarpsborg 08        | ES                  | 11+2       | 0          | CN              | -               | -               | -                  | -                  | -                  | -          | -          | -          | 13     | 0      |
| 2014                | Sarpsborg 08        | ES                  | 24         | 2          | CN              | 5               | 0               | -                  | -                  | -                  | -          | -          | -          | 29     | 2      |
| 2015                | Sarpsborg 08        | ES                  | 28         | 3          | CN              | 5               | 0               | -                  | -                  | -                  | -          | -          | -          | 33     | 3      |
| 2016                | Sarpsborg 08        | ES                  | 25         | 4          | CN              | 5               | 2               | -                  | -                  | -                  | -          | -          | -          | 30     | 6      |
| Totale Sarpsborg 08 | Totale Sarpsborg 08 | Totale Sarpsborg 08 | 88+2       | 9+0        |                 | 15              | 2               |                    | -                  | -                  |            | -          | -          | 105    | 11     |
| 2017                | Viking              | ES                  | 20         | 0          | CN              | 0               | 0               | -                  | -                  | -                  | -          | -          | -          | 20     | 0      |
| 2018                | Viking              | 1D                  | 23         | 0          | CN              | 2               | 0               | -                  | -                  | -                  | -          | -          | -          | 25     | 0      |
| Totale Viking       | Totale Viking       | Totale Viking       | 43         | 0          |                 | 2               | 0               |                    | -                  | -                  |            | -          | -          | 45     | 0      |
| 2019                | Sogndal             | 1D                  | 22+1       | 0          | CN              | 1               | 0               | -                  | -                  | -                  | -          | -          | -          | 24     | 0      |
| Totale              | Totale              | Totale              | ?          | ?          |                 | ?               | ?               |                    | -                  | -                  |            | -          | -          | ?      | ?      |

## Palmarès

### Club

#### Competizioni nazionali
- Coppa di Danimarca: 1

Esbjerg: 2012-2013
- 1. divisjon: 1

Viking: 2018